# Szlachetne techniki fotograficzne
Szlachetne techniki fotograficzne – techniki graficzne oparte na wykorzystaniu światłoczułości i garbujących właściwości chromianów, a także innych związków światłoczułych, ale też tradycyjnej fotografii jako materiału wyjściowego.
Od technik stricte graficznych odróżnia je niepowtarzalność procesu technologicznego, prowadzącego z reguły do otrzymania pojedynczej, wyjątkowej odbitki/obrazu. Od standardowych technik fotograficznych (analogowych) odróżnia je zarówno niepowtarzalność, jak i wykorzystanie materiałów innych niż światłoczułe sole srebra. Obecnie przeżywają renesans jako przeciwwaga dla zalewu fotografii cyfrowej.

## Guma
Opiera się na zmniejszeniu rozpuszczalności gumy arabskiej (uczulonej dwuchromianem amonu lub potasu) pod wpływem światła. Arkusz papieru (przeklejonego – najczęściej żelatyną, odpornego na wodę, często z wyraźną, ziarnistą fakturą) pokrywa się zawiesiną kryjącego pigmentu w roztworze gumy arabskiej z dodatkiem dwuchromianu amonu lub potasu i ew. amoniaku. Istnieją jednak odmiany, gdzie nie stosuje się żelatyny jako warstwy nośnej (guma warszawska, guma paryska). Po wysuszeniu (w ciemności lub pomarańczowym świetle) papier naświetla się stykowo przez diapozytyw lub negatyw (w zależności od koloru pigmentu i papieru). Następnie kładzie się go na powierzchni zimnej wody warstwą obrazową do dołu; po kilku minutach nienaświetlona guma arabska spływa wraz z pigmentem, odsłaniając papier. Po wysuszeniu można nakładać następne warstwy gumy z innym pigmentem i ponowne naświetlać przez inny negatyw (konieczne jest oczywiście dokładne pasowanie obrazu); w ten sposób można uzyskać obrazy wielokolorowe.
Obraz stworzony tą techniką jest syntetyczny, płaski, pozbawiony szczegółów i większości półtonów, ale mimo to delikatny i miękki. Najczęściej tworzono w ten sposób portrety, martwe natury etc. Sceny z dużą ilością detali i wyraźnie zaznaczonymi planami (np. krajobrazy) wymagają sporego doświadczenia i bardzo dużego formatu obrazu. Szczyt popularności „guma” osiągnęła w Polsce w czasach przedwojennych, właściwie wszyscy wielcy polscy fotograficy mieli w życiorysie artystycznym „gumowy” epizod. Niestety, większość prac wykonanych tą techniką nie dotrwała do naszych czasów.

## Pigment
Wykorzystuje analogiczną do opisanej wyżej światłoczułość żelatyny uczulonej chromianem potasu lub amonu. Naniesioną na gładki papier warstwę żelatyny z barwnym pigmentem naświetla się stykowo, a następnie wywołuje w ciepłej wodzie. Jednak – ponieważ warstwa żelatyny jest znacznie grubsza niż gumy – światło nie dociera do spodniej części żelatyny przylegającej do papieru wskutek czego naświetlona błona żelatynowa w trakcie wywoływania oddziela się od papieru. Należy ją zatem na mokro przenieść na inne podłoże (niekoniecznie papierowe). Jeden obraz może być złożony z kilku takich warstw. Efektem mogą być zarówno wyjątkowo realistyczne pełnokolorowe „odbitki” fotograficzne, jak i surrealistyczne lub przypominające popart kompozycje barwne. Dalekim potomkiem tej techniki jest pierwotna technologia tworzenia analogowych cromalinów.

## Bromolej

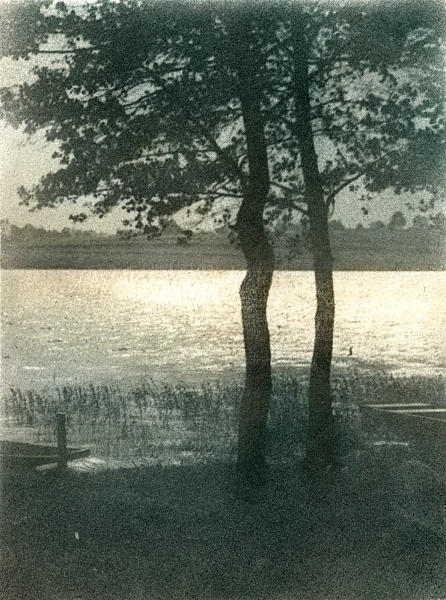
Fotografia wykonana techniką bromoleju

Opiera się na zjawisku „garbowania” (utraty rozpuszczalności i zdolności pęcznienia pod wpływem wody) żelatyny uczulonej chromianem potasu w obecności naświetlonych i wywołanych soli srebra tworzących obraz w klasycznej, czarno-białej technice fotograficznej. Zgarbowana żelatyna zachowuje się podobnie jak naświetlona płyta offsetowa: przyjmuje tłustą, olejną farbę a odpycha wodę. Ponieważ tradycyjne materiały (papiery) fotograficzne składały się ze słabo zgarbowanej (tyle, by nie spływała z papieru podczas obróbki chemicznej) żelatyny, zawierającej sole srebra, nałożonej na papier, wystarczało w kąpieli zawierającej chromiany i wspomagające proces sole miedzi etc. zgarbować je proporcjonalnie do naświetlenia. Tak spreparowane odbitki należało pokryć cienką warstwą tłustej farby i usunąć jej nadmiar w ciepłej wodzie, aby otrzymać „olejny”, monochromatyczny obraz o ciekawych przejściach światłocieniowych i charakterystycznie rozciągniętej krzywej kontrastu. Możliwe było – jak w tradycyjnej litografii – kilkakrotne odbicie obrazu na innych podłożach („przetłok”), ale wyjściowa matryca bardzo szybko ulegała zniszczeniu. Obecnie produkowane papiery fotograficzne trudno wykorzystać w technice bromoleju.